# Marcel Hartges
Marcel Hartges (* 18. August 1961 in Mönchengladbach) ist ein deutscher Literatur- und Filmagent, Filmproduzent und ehemaliger Verleger.

## Leben
Hartges studierte Germanistik, Soziologie, Philosophie und Hispanistik in Bonn und Berlin. Er begann seine berufliche Karriere als Lektor beim Rowohlt Verlag in Reinbek bei Hamburg und war von 2000 bis 2005 Verlagsleiter des Rowohlt Taschenbuch Verlags. 2006 übernahm er die Leitung des DuMont-Buchverlags in Köln. 2008 verlegte er bei DuMont den Roman Feuchtgebiete von Charlotte Roche. Das Buch verkaufte sich allein in Deutschland mehr als zwei Millionen Mal und stand acht Monate an der Spitze der Bestseller-Listen.
Im April 2009 wurde Marcel Hartges verlegerischer Geschäftsführer des Münchner Piper Verlags und war verantwortlich für ein breitgefächertes Belletristik- und Sachbuchprogramm. 2012 übernahm er zusätzlich die verlegerische Leitung des Berlin Verlags. Zu den Autoren, die er in dieser Zeit verlegte, zählten Ferdinand von Schirach, Zeruya Shalev, Hape Kerkeling, Volker Klüpfel/Michael Kobr, Rocko Schamoni, Andreas Altmann, Joël Dicker oder Edward St. Aubyn.
2016 schied Hartges aus dem Piper Verlag aus und gründete eine Literatur- und Filmagentur. Zu den ersten Autoren der Agentur gehörten Ferdinand von Schirach, Alissa Walser, Jan Weiler, Volker Klüpfel/Michael Kobr, Albert Ostermaier und Anne Gesthuysen. Bei der Verfilmung von Ferdinand von Schirachs Der Fall Collini war Hartges erstmals auch als Produzent tätig.
Marcel Hartges lebt mit seiner Familie in München.

## Werke (Auswahl)
Übersetzungen
- Richard Dove, Ernst Toller. Ein Leben in Deutschland. Aus dem Englischen von Marcel Hartges, Göttingen: Steidl 1993.

Herausgabe
- Poetry! Slam! Texte der Pop-Fraktion, herausgegeben von Andreas Neumeister u. Marcel Hartges, Reinbek: Rowohlt 1996.
- Literaturmagazin. Pop, Technik, Poesie. Die nächste Generation, herausgegeben von Marcel Hartges, Martin Lüdke und Delf Schmidt, Reinbek: Rowohlt 1996 (24. Jg. H. 37).